# Урош Маровић
Урош Маровић (Београд, 4. јул 1946 — Београд, 23. јануар 2014) био је српски ватерполиста.

## Спортска биографија
Рођен је 4. јула 1946. године у Београду. Ватерполо је почео да игра у Сплиту да би касније прешао у Партизан са којим је остварио врхунске резултате. Био је вишеструки првак Европе са Партизаном. За репрезентацију Југославије је играо 203 пута и постигао је 198 голова. Освојио је олимпијско злато 1968. године у Мексико Ситију и две европске бронзе, у Барселони 1970. и Бечу 1974. године.
Маровић је био најпознатији као стрелац одлучујућих голова из четвераца у продужетку финала Олимпијских игара у Мексико Ситију 1968. када је Југославија победила СССР са 13:11.
Био је активан у ватерполо форумима, радио је и као председник ВС Србије, вршилац дужности председника ВС Србије и Црне Горе, потпредседник Скупштине ВСС и другима. У Партизану је такође био ангажован у највишим телима.
Преминуо је у Београду 23. јануара 2014. године. Сахрањен је у Алеји заслужних грађана на Новом гробљу у Београду.